# Giuseppe Amarelli
Giuseppe Amarelli (Rossano, 12 giugno 1904 – Rossano, 17 gennaio 1990) è stato un imprenditore italiano.

## Biografia
Nato a Rossano nel 1904, il giovane Amarelli frequenta la Scuola tecnica di Rossano con l'intenzione di iscriversi alla facoltà di ingegneria. Alla morte del padre, nel 1924, abbandona gli studi e subentra, insieme ai fratelli, nella conduzione dell'azienda familiare.
La famiglia paterna di Amarelli, di ricchi proprietari terrieri, vanta antiche tradizioni nobiliari e da parecchie generazioni si fregia del titolo baronale. Già dal XVI secolo la lavorazione della radice di liquirizia si era affiancata, come attività secondaria, alle principali produzioni agricole praticate nei vasti latifondi della famiglia. Tale attività consentiva, infatti, nei periodi di riposo dei terreni dovuti alla rotazione delle colture, sia lo sfruttamento dei fondi, sia l'impiego della manodopera bracciantile. Nel 1731 le fonti attestano la fondazione del concio – la fabbrica di liquirizia – degli Amarelli.
A partire dal Settecento, e fino ai primi decenni del Novecento, sul versante ionico della provincia di Cosenza si concentrava la gran parte della produzione nazionale di succo di liquirizia. Le particolari condizioni del clima e dei terreni, che favorivano la copiosa crescita spontanea della pianta, utilizzata, oltre che per usi farmaceutici, anche nell'industria dolciaria, liquoriera e nella concia dei tabacchi, conferivano al prodotto calabrese una qualità eccellente. Oltre a quello degli Amarelli, nel Cosentino operavano altri conci, tutti appartenenti a famiglie di proprietari terrieri. Nella prima metà dell'Ottocento la produzione locale rappresenta il 70% di quella nazionale. Alla fine del secolo l'estratto viene venduto sia sul mercato interno, sia su quello estero (in particolare in Belgio, Gran Bretagna e Olanda).
Nei primi decenni del Novecento, l'industria cosentina della liquirizia comincia ad accusare segni di declino, ma la vera crisi del settore arriverà negli anni trenta, a causa del basso livello di investimenti e dell'agguerrita concorrenza estera, in particolare quella del colosso dolciario statunitense Mac Andrews and Forbes che, trasformando all'estero la materia prima acquistata in Calabria, sottrarrà risorse all'industria calabrese.
Quando, nel 1924, i tre fratelli Amarelli subentrano al padre nella gestione, la fabbrica ha già subito una consistente ristrutturazione e una prima meccanizzazione, che permettono all'impresa di fronteggiare le incertezze della crisi imminente. Il processo produttivo tradizionale era estremamente articolato (le fasi principali consistevano nel lavaggio, nel taglio, nella molazzatura, nella bollitura, nella pressatura e nel consolidamento del prodotto) e utilizzava in maniera intensiva il fattore lavoro: nella fabbrica Amarelli l'impiego di manodopera raggiungeva, nelle fasi di maggiore intensità produttiva, gli 85 addetti. Le innovazioni tecniche meccanizzano parzialmente il ciclo produttivo, pur conservando il principio della bollitura in acqua per l'estrazione, e permettono all'azienda di aumentare la quantità di prodotto finito.
L'ingresso dei tre fratelli Amarelli nella conduzione dell'impresa impone una riorganizzazione della gestione aziendale: nella nuova società il maggiore, Fortunato, si dedica all'amministrazione, Pasquale alla commercializzazione e Giuseppe assume la direzione della produzione, con l'intento di modernizzarla e renderla un vero processo industriale. In Italia la rete commerciale si estende al Nord, con uffici a Torino, Milano e Trieste, mentre Giuseppe Amarelli alterna la gestione dello stabilimento con frequenti viaggi in Italia e all'estero, soprattutto in Inghilterra, diretti a stabilire rapporti con importatori capaci di assicurare alla produzione aziendale gli sbocchi sui grandi mercati europei.
Nella seconda metà degli anni venti la ditta Amarelli esporta in Inghilterra, in Belgio e in Francia; sul mercato nazionale figurano tra i principali clienti, nei primi anni Trenta, importanti ditte torinesi come Schiapparelli, Venchi & C. e Leone.
La concorrenza estera, sempre più pressante, induce Amarelli ad ampliare la gamma dei prodotti e ad avviare la produzione di un surrogato (la liquirizia con aggiunta di amidi) commercializzato con il marchio Lealmair, che permette di sostenere il fatturato senza svilire il prestigio del marchio principale, rappresentato dal nome della famiglia.
L'impegno principale di Amarelli è comunque diretto all'ampliamento e al perfezionamento del ciclo di produzione. Nel 1931 impianta gli estrusori meccanici per filare la pasta (attività svolta, fino ad allora, da 46 lavoratrici). Negli anni quaranta installa nuove caldaie a vapore per incrementare la produzione di estratto. Grazie alle innovazioni introdotte, l'attività viene sottratta alla stagionalità dei raccolti e la produzione aumenta sensibilmente.
I continui investimenti e le conseguenti economie di scala permettono all'azienda di fronteggiare la grave crisi che porta, nei primi anni cinquanta, alla progressiva scomparsa delle vecchie fabbriche calabresi. È in quegli anni, infatti, che la produzione della liquirizia per usi alimentari passa a nuove imprese di maggiori dimensioni, come la Saila (Società per azioni industria liquirizia abruzzese, costituita nel 1937).
Durante gli anni sessanta Amarelli prosegue il programma di ristrutturazione e aggiornamento tecnologico del processo produttivo. Progetta personalmente un nuovo sistema di estrazione a vapore, commissionando una serie di prototipi per la messa a punto del processo. Nei primi anni settanta, approfondendo lo studio delle nuove tecnologie, compie una serie di visite nelle principali imprese meccaniche europee. Pur mantenendo inalterata la qualità dell'estratto, la meccanizzazione migliora l'efficienza della fabbrica, con un impiego sensibilmente inferiore di manodopera. L'interesse di Amarelli per l'applicazione delle nuove tecnologie porta anche a una prima automazione del processo produttivo: nel 1974 commissiona infatti un sistema computerizzato (a schede perforate) di comando del ciclo di cottura della radice.
Dal 1980, in seguito alla morte dei fratelli, Amarelli continua l'attività imprenditoriale attraverso una ditta individuale. Negli anni ottanta il marchio Amarelli ha ormai consolidato una notorietà internazionale. I suoi prodotti conoscono ampia diffusione, oltre che in Europa, negli Stati Uniti, in Canada e in Australia.
Amarelli muore a Rossano all'inizio del 1990.

## Archivio
Gli atti ufficiali (documenti contabili, corrispondenze, relazioni tecniche) possono essere consultati nell'archivio aziendale conservato presso il Museo della Liquirizia “Giorgio Amarelli” di Rossano.